# Tahir Kolgjini
Tahir Kolgjini (ur. 24 kwietnia 1903 w Lusën, zm. 28 grudnia 1988 w Stambule) – albański hafiz, nauczyciel, polityk.

## Życiorys
W latach 1913–1924 mieszkał i pracował w Stambule, gdzie otrzymał tytuł hafiza oraz prowadził medresę. Po powrocie do Albanii, w latach 1925–1928 był nauczycielem szkół w miejscowościach Lusen, Lusën, Kolesian i Kukës.
W 1928 roku został sekretarzem sądu w Himarze, a w następnym roku został sekretarzem sądu I instancji w Kukës.
W czasie II wojny światowej był burmistrzem Kukësu, następnie Gjirokastry i Prisztiny. Gdy w 1943 roku Albania przeszła pod niemiecką kontrolę, albański minister spraw wewnętrznych, Xhafer Deva, mianował Tahira Kolgjiniego na stanowisko Dyrektora Generalnego Policji; urząd ten sprawował do sierpnia 1944. Przeniósł się do Szkodry, gdzie do listopada 1944 pełnił funkcję prefekta gminy Szkodra.
Opuścił Albanię i udał się do Wiednia, skąd w 1945 roku wyjechał do Włoch; mieszkał w Reggio nell’Emilia do 1948 roku. W tym roku wyemigrował do Stambułu, gdzie spędził resztę życia.